# 沙尔奈莱马孔
沙尔奈莱马孔（法語：Charnay-lès-Mâcon，法語發音：[ʃaʁnɛ lɛ makɔ̃]，意为“马孔附近的沙尔奈”）是法国索恩-卢瓦尔省的一个市镇，属于马孔区。

## 地理
沙尔奈莱马孔（46°18'33"N, 4°47'4"E）面积12.56 平方千米，位于法国勃艮第-弗朗什-孔泰大區索恩-卢瓦尔省，该省份为法国中部省份，北起顺时针与科多尔省、汝拉省、安省、罗讷省、卢瓦尔省、阿列省和涅夫勒省接壤。
与沙尔奈莱马孔接壤的市镇（或旧市镇、城区）包括：于里尼、达瓦耶、菲塞、马孔、普里塞、索吕特雷-普伊。
沙尔奈莱马孔的时区为UTC+01:00、UTC+02:00（夏令时）。

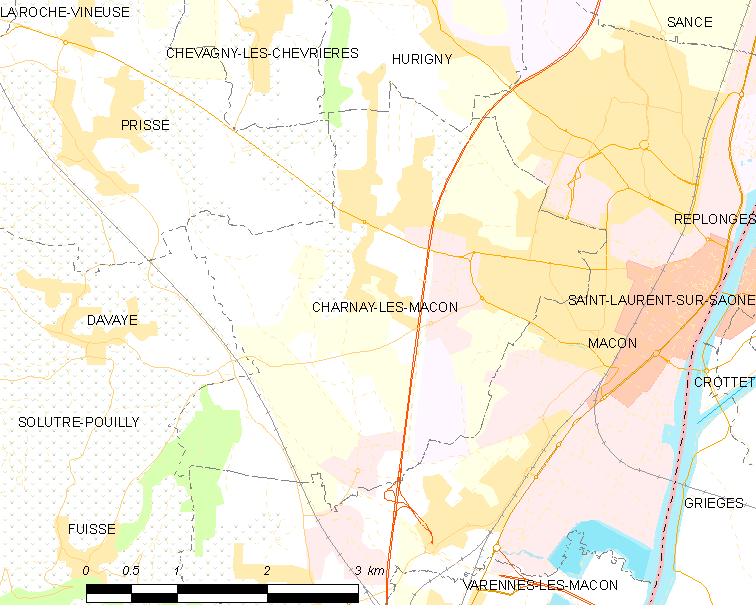
沙尔奈莱马孔的OSM定位图

## 行政
沙尔奈莱马孔的邮政编码为71850，INSEE市镇编码为71105。

## 政治
沙尔奈莱马孔所属的省级选区为马孔第一县。

## 人口

1962-2008年间沙尔奈莱马孔人口变化图示

沙尔奈莱马孔于2022年1月1日时的人口数量为8154人。